# بگدد (کنتاکی)
بگدد، کنتاکی (انگلیسی: Bagdad, Kentucky) محدوده ثبت‌نشده ای در شمال غربی شهرستان شلبی، کنتاکی, کنتاکی، ایالات متحده آمریکا است.

## نام
نام این محددوده از یک ایستگاه قدیمی قطار گرفته شده. بنا بر یک شرح، اسم ایستگاه "Daddy's Bag" (کیف پدر) بود که به افتخار یک کارگر راه آهن نامگذاری شده بود و نهایتاً به بگدد کوتاه شد. شرح دیگر این است که فردی با لکنت زبان آن را گرنددد نامگذاری کرده بود. با این وجود داستان دیگر این است که پسر دارای لکنت زبان یکی از بازرگانان محلی، هر وقت مشتری ای به نزدیکی در می‌آمد فریاد می‌زد: "Bag, dad!"